# (7915) 1979 MA6
1979 أم أي 6 (ويعرف أيضًا باسم (7915) 1979 أم أي 6 وفق تسمية الكوكب الصغير) (بالإنجليزية: 1979 MA6)‏ هو كويكب ضمن حزام الكويكبات؛ وترتيبه 7915 من حيث الاكتشاف.
اكتُشف هذا الجُرم الفلكي بواسطة شيلت جون بوبي في 25 يونيو 1979.

## وصلات خارجية
- (7915) 1979 MA6 في قاعدة بيانات مختبر الدفع النفاث لأجرام النظام الشمسي الصغيرة

- الاكتشاف · مخطط المدار ·  العناصر المدارية · المعلمات المادية

- (7915) 1979 MA6 على موقع ويكي سكاي: DSS2, SDSS, GALEX, IRAS, Hydrogen α, X-Ray, Astrophoto, Sky Map, Articles and images